# Municipio de Smart
El municipio de Smart (en inglés: Smart Township) es un municipio ubicado en el condado de Stone en el estado estadounidense de Arkansas. En el año 2010 tenía una población de 214 habitantes y una densidad poblacional de 2,9 personas por km².

## Geografía
El municipio de Smart se encuentra ubicado en las coordenadas 35°44′11″N 92°8′25″O / 35.73639, -92.14028. Según la Oficina del Censo de los Estados Unidos, el municipio tiene una superficie total de 73.8 km², de la cual 73,8 km² corresponden a tierra firme y (0 %) 0 km² es agua.

## Demografía
Según el censo de 2010, había 214 personas residiendo en el municipio de Smart. La densidad de población era de 2,9 hab./km². De los 214 habitantes, el municipio de Smart estaba compuesto por el 97,66 % blancos y el 2,34 % eran de una mezcla de razas. Del total de la población el 0 % eran hispanos o latinos de cualquier raza.